# ASKAP J173608.2–321635
Source radio
ASKAP J173608.2–321635 est une source radio astronomique observée en direction du centre de la galaxie, six fois entre janvier et septembre 2020 à l'aide des radiotélescopes Australian Square Kilometre Array Pathfinder et MeerKAT.
La source est surnommée « l'objet d'Andy » en hommage à son découvreur, Ziteng (Andy) Wang, de l'Université de Sydney, en Australie.